# Comuna Neterebka, Korsun-Șevcenkivskîi
Neterebka (în ucraineană Нетеребка) este o comună în raionul Korsun-Șevcenkivskîi, regiunea Cerkasî, Ucraina, formată din satele Nabutiv și Neterebka (reședința).

## Demografie
Componența lingvistică a comunei Neterebka
     Ucraineană (97,87%)
     Rusă (1,9%)
     Alte limbi (0,18%)
Conform recensământului din 2001, majoritatea populației comunei Neterebka era vorbitoare de ucraineană (97,87%), existând în minoritate și vorbitori de rusă (1,9%).